# Glaucidium passerinum
La civetta nana (Glaucidium passerinum(Linnaeus, 1758)) è un uccello rapace notturno della famiglia degli Strigidi, nonché la più piccola specie della sua famiglia in Europa.

## Distribuzione e habitat
La civetta nana si può osservare in quasi tutta l'Eurasia; in Italia nidifica sulle Alpi, in habitat di foreste di conifere.

## Biologia

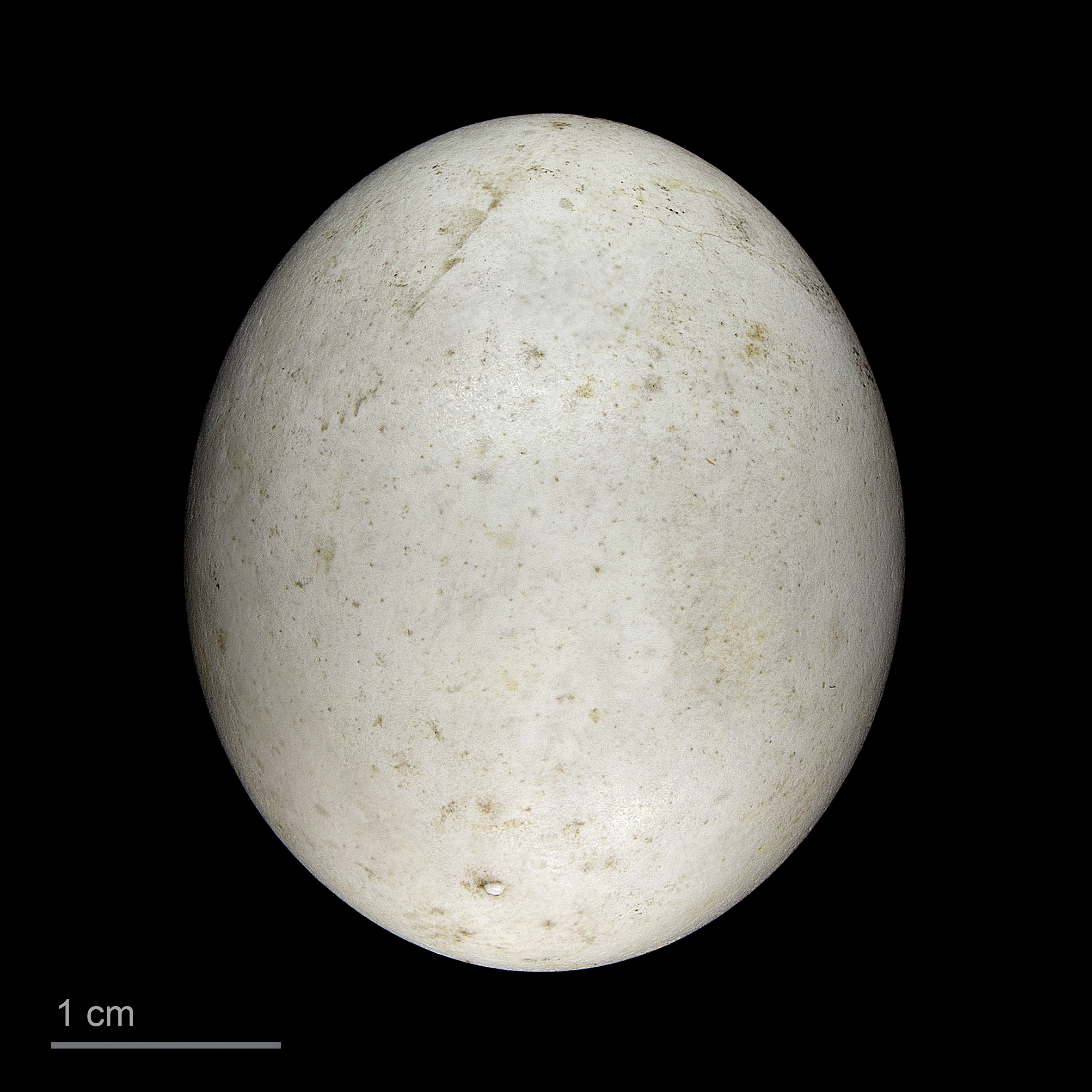
Uovo di Glaucidium passerinum

È un rapace attivo prevalentemente di notte, ma spesso anche nelle prime ore del mattino e al crepuscolo. La si può osservare anche durante il giorno, quando non è attiva ma talvolta staziona sulle cime delle conifere. La civetta nana è un uccello solitario e particolarmente adattato alla vita nei boschi: le ali corte e arrotondate e la coda abbastanza lunga le permettono di manovrare agilmente tra gli alberi. È dotata di ottima vista e udito, ed è in grado di catturare volatili grandi quasi quanto lei. È a sua volta predata da rapaci di dimensioni maggiori, tra cui allocchi, gufi reali e altri strigiformi, e alcune specie di rapaci diurni. È più piccola della civetta comune.

### Voce
Emette un fischiante chiu-chiu-chitcic

### Alimentazione
Si nutre di piccoli volatili, come cince, regoli e fringillidi, in genere fino alle dimensioni di un tordo, insetti, piccoli roditori come topi e arvicole. In Centro e Nord Europa, durante l'autunno accumula grosse dispense di prede in cavità degli alberi o cassette nido per sopravvivere all'inverno. Queste dispense sono sensibili al cambiamento climatico.

### Riproduzione
Nidifica in marzo-maggio.

## Sistematica
Sono note 2 sottospecie:
- Glaucidium passerinum passerinum
- Glaucidium passerinum orientale

## Galleria d'immagini

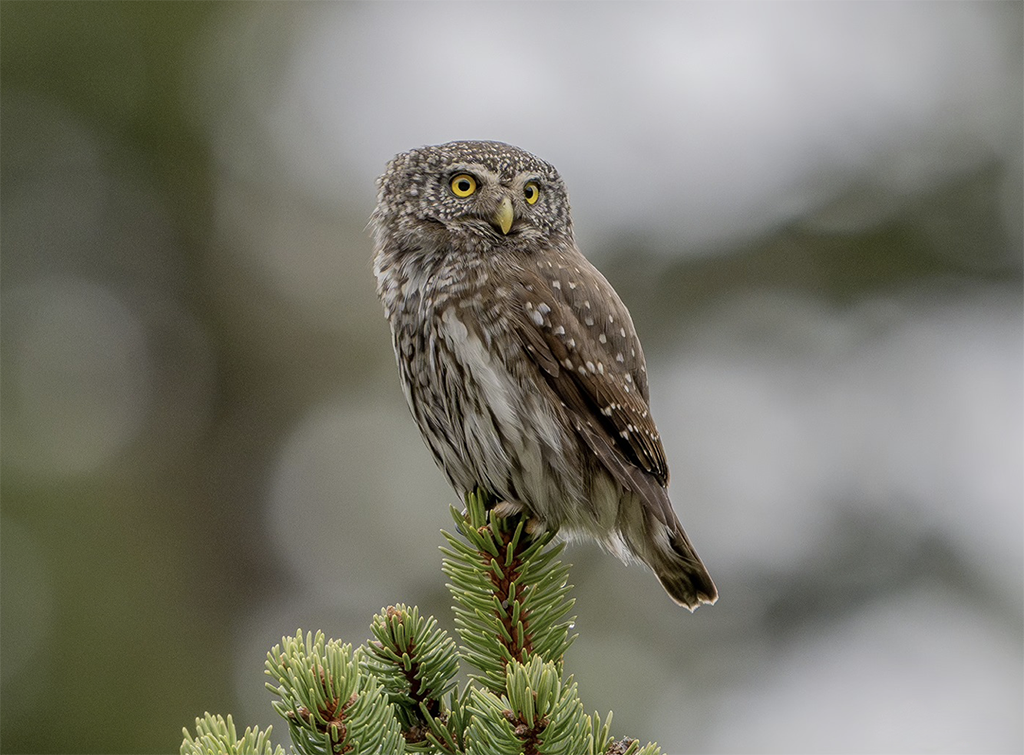
Civetta nana (Glaucidium passerinum)
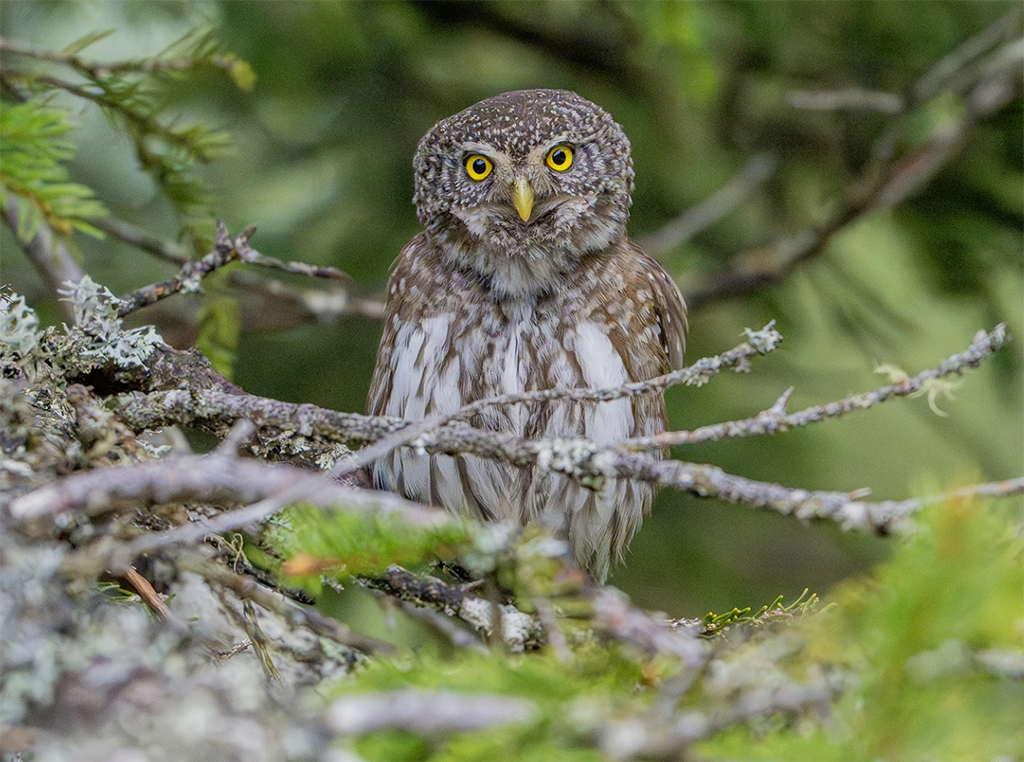
Civetta nana (Glaucidium passerinum)
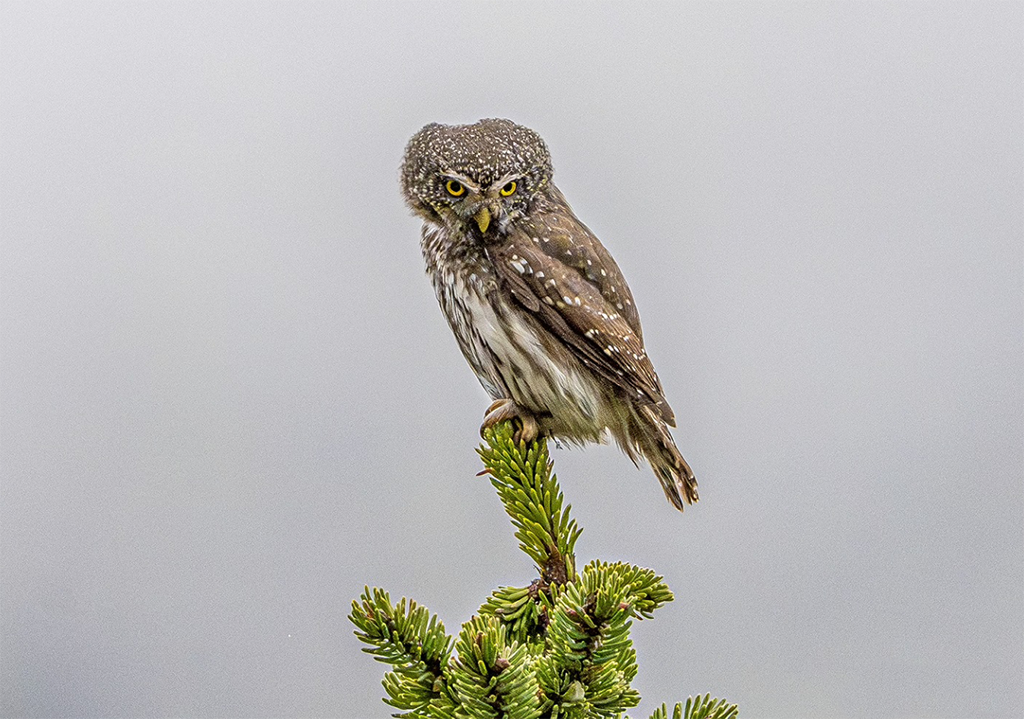
Civetta nana (Glaucidium passerinum)
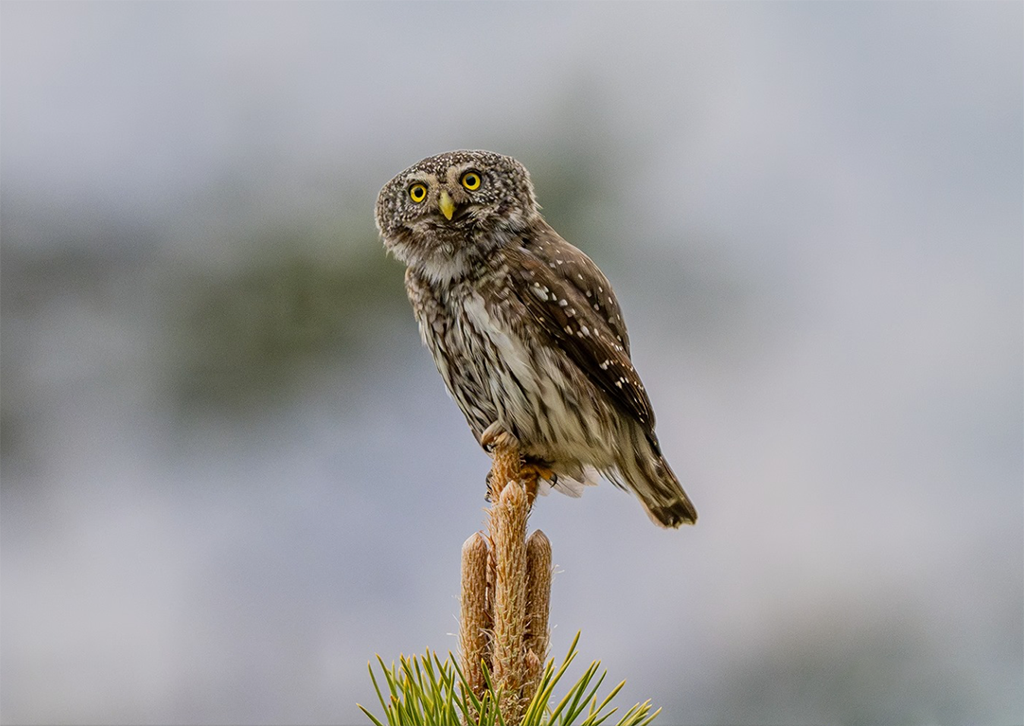
Civetta nana (Glaucidium passerinum)